# Họ Cồng
Họ Cồng hay họ Mù u (danh pháp khoa học: Calophyllaceae) là một họ thực vật có hoa bao gồm khoảng 13 chi và 460 loài, mới được hệ thống APG III công nhận, khi tách toàn bộ phân họ Kielmeyeroideae ra khỏi họ Clusiaceae theo nghĩa APG II). Họ này bao gồm các cây thân gỗ hay cây bụi, thông thường có nhựa trắng như sữa và quả hay quả nang để lấy hạt. Theo định nghĩa của hệ thống APG III thì họ này thuộc về bộ Sơ ri (Malpighiales).

## Phân loại
Hệ thống APG II năm 2003 coi họ này là một phân họ (Kielmeyeroideae) trong họ Clusiaceae:

### Phân loại theo APG III
- Tông Calophylleae
  - Calophyllum - cồng, mù u, hồ đồng
  - Caraipa
  - Clusiella (bao gồm cả Asthotheca, Astrotheca)
  - Haploclathra
  - Kayea
  - Kielmeyera
  - Mahurea
  - Mammea (bao gồm cả Ochrocarpos, Paramammea): Trau tráu.
  - Marila
  - Mesua (bao gồm cả Vidalia): Vắp.
  - Neotatea
  - Poeciloneuron
- Tông Endodesmieae
  - Endodesmia
  - Lebrunia